# 早坂伸
早坂 伸（はやさか しん、1973年 - ）は、日本の撮影監督である。JSC所属。宮城県出身。千葉商科大学卒、日本映画学校（現・日本映画大学）卒。

## 人物
同校11期生には映画監督の李相日、草野陽花、松江哲明監督などがおり、彼らの作品を手がけることが多い。撮影を担当した李相日の卒業制作『青〜chong〜』がPFFでグランプリ他を獲得し、スクリーンデビューを果たす。同じく撮影監督である工藤哲也と共にキアロスクーロ撮影事務所を主宰している。

## 撮影作品

### 映画
- 青〜chong〜 （1999年）
- 青の瞬間（とき） （2002年）
- BORDER LINE （2002年）
- もうひとりいる （2002年）
- 東京大学物語 （2006年）
- リアル鬼ごっこ （2007年）
- トワイライトシンドローム デッドクルーズ （2008年）
- ボディ・ジャック （2008年）
- ブリュレ（2008年）
- 呪怨 黒い少女（2009年）
- 結び目（2009年）
- nude（2010年）
- ファッション・ヘル（2010年）
- ×ゲーム2（2012年）
- 非金属の夜（2012年）
- 武蔵野線の姉妹（2013年）
- ナイトピープル（2013年）
- コドモ警察（2013年）
- 俺はまだ本気出してないだけ（2013年）
- 監禁探偵（2013年）
- 愛の渦（2014年）
- コクウ（2017年）
- blank13（2018年）

### テレビドラマ
- コドモ警察（2012年）
- リアル鬼ごっこ THE ORIGIN（2013年）